# Tour de Saint-Triphon
La tour de Saint-Triphon est le vestige du donjon d'un ancien château situé au sommet de la colline de Saint-Triphon dans le canton de Vaud. 
Un imposant château est mentionné au XIIIe siècle bien qu'une première construction ait pu être réalisée tant cette colline est importante pour la surveillance de la vallée du Rhône et des accès aux vallées alpines latérales.
Il semble qu'un chevalier nommé Humbertus soit possesseur d'une fortification en ce lieu à la fin du XIIe siècle. Le château fut détruit lors de la guerre de Bourgogne par les Bernois, et ne fut pas reconstruit.
Visible de loin dans le Chablais suisse, la tour est sur le site archéologique de Saint-Triphon et Charpigny, fouillé en particulier au XIXe siècle. Durant cette campagne, les rares vestiges de la tour sont consolidés.
Les ruines d'une vieille chapelle romane, la chapelle Saint-Blaise, jouxtent la tour.
Le site est inscrit à l'Inventaire suisse des biens culturels d'importance nationale sous le nom de Saint-Triphon et Charpigny.